# Camblain-Châtelain
Camblain-Châtelain ist eine französische Gemeinde mit 1766 Einwohnern (Stand 1. Januar 2022) im Département Pas-de-Calais in der Region Hauts-de-France. Sie gehört zum Arrondissement Béthune und zum Kanton Auchel.

## Geographie
Die Gemeinde Camblain-Châtelain liegt an der Clarence im Nordosten des Artois und am Nordwestrand des Nordfranzösischen Kohlereviers, etwa elf Kilometer südwestlich von Béthune.

## Bevölkerungsentwicklung
| Jahr                       | 1962 | 1968 | 1975 | 1982 | 1990 | 1999 | 2006 | 2012 | 2022 |
| -------------------------- | ---- | ---- | ---- | ---- | ---- | ---- | ---- | ---- | ---- |
| Einwohner                  | 1904 | 1956 | 1880 | 1710 | 1629 | 1581 | 1604 | 1763 | 1766 |
| Quellen: Cassini und INSEE |      |      |      |      |      |      |      |      |      |

## Sehenswürdigkeiten
- Ruine einer Burg aus dem 11. Jahrhundert
- Kirche St. Vaast aus dem 15. Jahrhundert

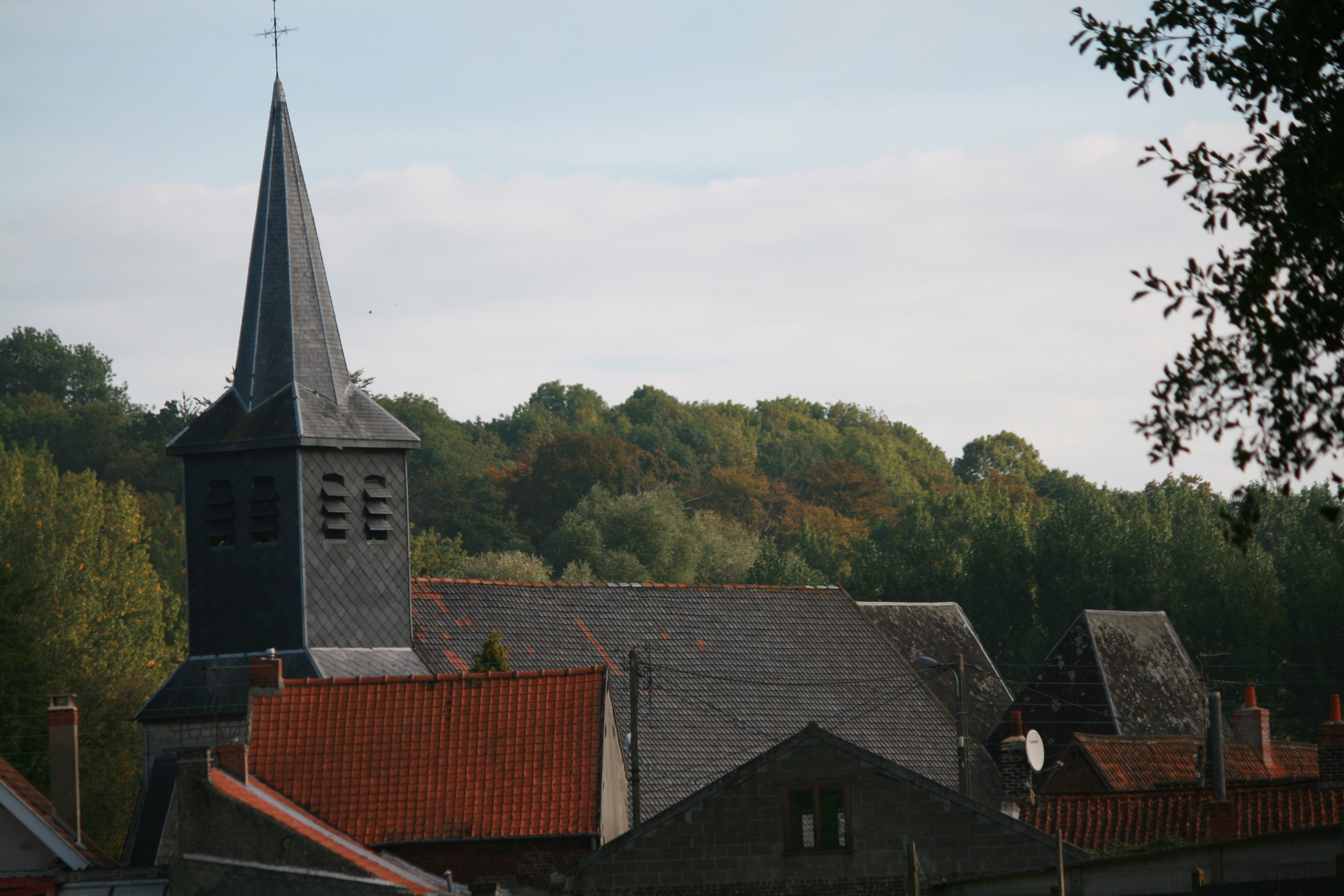
Kirche Saint-Vaast
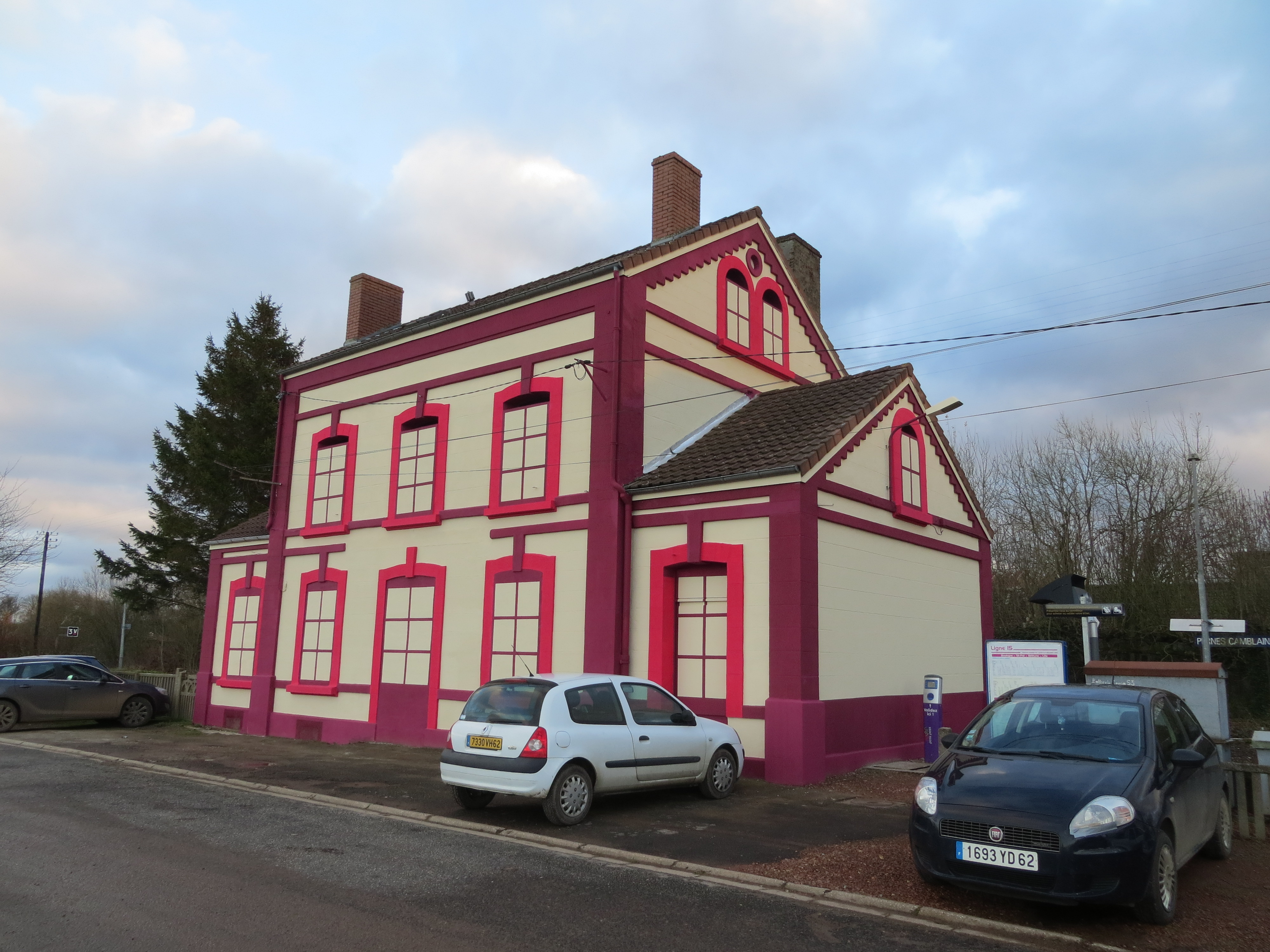
Bahnhof Pernes-Camblain